# Theresia (Schiff)
Die Theresia war eine Fregatte der österreichischen Kriegsmarine unter Kaiser Joseph II., die als Teil der kaiserlichen Donauflottille ihren Dienst auf der Donau verrichtete.
Bei der Theresia handelte es sich um einen Zweidecker mit Brigg-Takelung und 14 Paar Seitenruder. Die Bewaffnung bestand aus 38 Kanonen. Die Galionsfigur war ein chinesischer Wächterlöwe mit der Rudolfskrone auf dem Haupt und einem Schild in den Pranken, welcher fünf Wappen (unter anderem das des Erzherzogtums Österreichs, Ungarns und Böhmens) zeigte.

## Geschichte
Die Theresia wurde als (wahrscheinlich einziges) hochseetaugliches Segelschiff in der Klosterneuburger Schiffswerft innerhalb von zwei Jahren vom schwedischen Schiffsbaumeister Erich Åhsberg gebaut und lief 1768 im Beisein von Kaiserin Maria Theresia und ihrem Sohn Joseph II. vom Stapel. Zu diesem Zeitpunkt war das Schiff noch namenlos, jedoch erregte es das Misstrauen der Osmanen, die damit österreichische Kriegsvorbereitungen gegen ihr Reich zu erkennen glaubten. Um die Hohe Pforte zu beschwichtigen, ließ der Wiener Hof mitteilen, dass die Fregatte nur zur Belustigung der Kaiserin gebaut worden war und keinesfalls einem kriegerischen Zweck dienen würde. Danach war sie fast zwanzig Jahre in Peterwardein in einem Lager eingemottet, bis sie nach der Rückeroberung Belgrads wieder hervorgeholt, umgebaut und verkleinert wurde. Zu diesem Zeitpunkt erhielt die Fregatte auch ihren Namen, als sie, von Kaiser Joseph II. höchstpersönlich gefordert, auf den Namen Theresia (benannt nach seiner Mutter) getauft wurde.
Während ihrer Zeit in Peterwardein besichtigte der österreichische Feldmarschall und Reichsgraf Andreas Hadik von Futak kurz vor der geplanten österreichischen Belagerung Belgrads die Theresia, verletzte sich dabei am linken Bein und bekam hohes Fieber, wodurch die Belagerung verschoben werden musste. Wegen seiner Verwundung wurde Futak von seinem Oberkommando für Belgrad abberufen und durch Gideon Ernst von Laudon ersetzt, welcher am 8. Oktober 1789 die Stadt schließlich erobern konnte.
Die Aufgabe der Theresia bestand vor allem in der militärischen Kontrolle der Donau. Sie war eine von mehreren Fregatten, die die Habsburger in der Anfangszeit der Donauflottille am Strom eingesetzt hatten. Schnell jedoch stellte sich heraus, dass große Kriegsschiffe wie die Theresia auf der Donau mehr als ineffektiv waren, da sie kaum manövrieren konnten und – bedingt durch ihren großen Tiefgang – immer wieder auf Grund liefen.
Die Galionsfigur der Theresia befindet sich heute im Schifffahrtsmuseum Spitz an der Donau. Dort ist weiters auch ein einzigartiges Modell der Donaufregatte von Kurt Schaefer zu sehen, von ihm in zwölfjähriger Bauzeit angefertigt. Mit dem Modell der Theresia gewann Schaefer im Jänner 2001 beim internationalen Modellwettbewerb in Swanley/London die Goldmedaille und den Pokal für das "beste Modell vor 1820".